# Actium microphthalmum
Actium microphthalmum är en skalbaggsart som beskrevs av Park och Wagner 1962. Actium microphthalmum ingår i släktet Actium och familjen kortvingar. Inga underarter finns listade i Catalogue of Life.